# Rängs sand
Rängs sand is een plaats in de gemeente Vellinge in het Zweedse landschap Skåne en de provincie Skåne län. De plaats heeft 596 inwoners (2005) en een oppervlakte van 50 hectare. Rängs sand wordt omringd door akkers en ligt circa twee kilometer ten noorden van de Oostzee. Tot een aantal jaren geleden bestond de bebouwing in het dorp voornamelijk uit boerderijen en zomerhuisjes, maar de afgelopen jaren worden er nieuwe (vrijstaande) huizen gebouwd met het project Rängbågsbyn.
Höllviken · Skanör med Falsterbo · Vellinge · Ljunghusen · Hököpinge · Västra Ingelstad · Rängs sand · Gessie villastad · Östra Grevie · Arrie · Vellinge Väster ·  Södra Åkarp · Hököpinge kyrkby · Möllevången · Räng (west) · Mellan-Grevie · Norra Håslöv · Gessie · Räng · Kronan · Västra Grevie